# Romanos 8:26
Romanos 8:26 é uma canção da cantora brasileira Fernanda Brum, com composição de Pastor Lucas. Foi lançada como single nas plataformas digitais em 2 de março de 2023 e foi o terceiro single da cantora do álbum "Onde o Fogo Não Apaga".

## Composição
A canção composta pelo Pastor Lucas foi o terceiro single do projeto, no canal do YouTube, Fernanda divulgou um devocional com a passagem de Romanos 8:26

“E da mesma maneira também o Espírito ajuda as nossas fraquezas; porque não sabemos o que havemos de pedir como convém, mas o mesmo Espírito intercede por nós com gemidos inexprimíveis.”

## Videoclipe
"Romanos 8:26" recebeu um clipe ao vivo no dia 3 de março de 2023, um dia depois do lançamento em áudio, o clipe já conta com 10 milhões visualizações no YouTube. Fernanda através de um vídeo no YouTube afirmou que queria um clipe da versão de estúdio de "Romanos 8:26", mas isso não acabou acontecendo.

## Lista de faixas
| Streaming e download digital |                           |                |         |  |
| N.º                          | Título                    | Compositor(es) | Duração |  |
| 1.                           | "Romanos 8:26 (Ao Vivo)"  | Pastor Lucas   | 4:30    |  |
| 2.                           | "Romanos 8:26 (Playback)" | Pastor Lucas   | 4:30    |  |
| 3.                           | "Romanos 8:26 (Deluxe)"   | Pastor Lucas   | 4:30    |  |

## Desempenho comercial
O vídeo clipe da canção já conta com 10 Milhões de visualizações no YouTube, o áudio no Spotify já conta com mais de 6 milhões de visualizações, o clipe em pouco tempo já acumulava 1 milhão de visualizações. A canção viralizou no TikTok e os vídeos com o áudio da canção acumulavam quase 100 mil curtidas e milhões de visualizações. A versão deluxe gravada em estúdio já conta com mais de 800 mil visualizações no YouTube e 2 milhões o Spotify.

### Tabelas semanais
| Tabela musical (2023) | Melhor posição |
| --------------------- | -------------- |
| Super Gospel (Top 20) | 1              |

### Certificações
| Ano  | Obra                   | Certificação |
| ---- | ---------------------- | ------------ |
| 2025 | Romanos 8:26 (Ao Vivo) | Ouro         |

## Créditos
- Produção musical e arranjos: Emerson Pinheiro
- Pianos e teclados: Emerson Pinheiro e Rafael Moraes
- Guitarra: Duda Andrade
- Baixo: Dedy Coutinho
- Violão: Luciano Bill
- Bateria: JP

- Vocais: Alice Avlis, Fábio Martin, Luan Moura e Adiel Ferr
- Direção vocal: Dedy Coutinho
- Fonoaudióloga: Tati Barcellos

- Gravado ao vivo no áuditorio da Nova Igreja no Rio de Janeiro, no dia 23 de novembro de 2022
- Mixagem e masterização: Bernardo Fragale
- Produção de vídeo: LordBull Filmes
- Direção de vídeo: Rômulo Menescal e Vinicius Olivo

- Produção geral: Rebeca Kessler
- Fotos: Brunini
- Identidade visual e Artes: Leandro Filho
- Produção e gestão de conteúdo: Lucas Henrique e Kaio Coca
- Produção executiva: Sony Music
- Direção executiva e A&R: Karina Lotfi